# Rio di San Giacomo dall'Orio

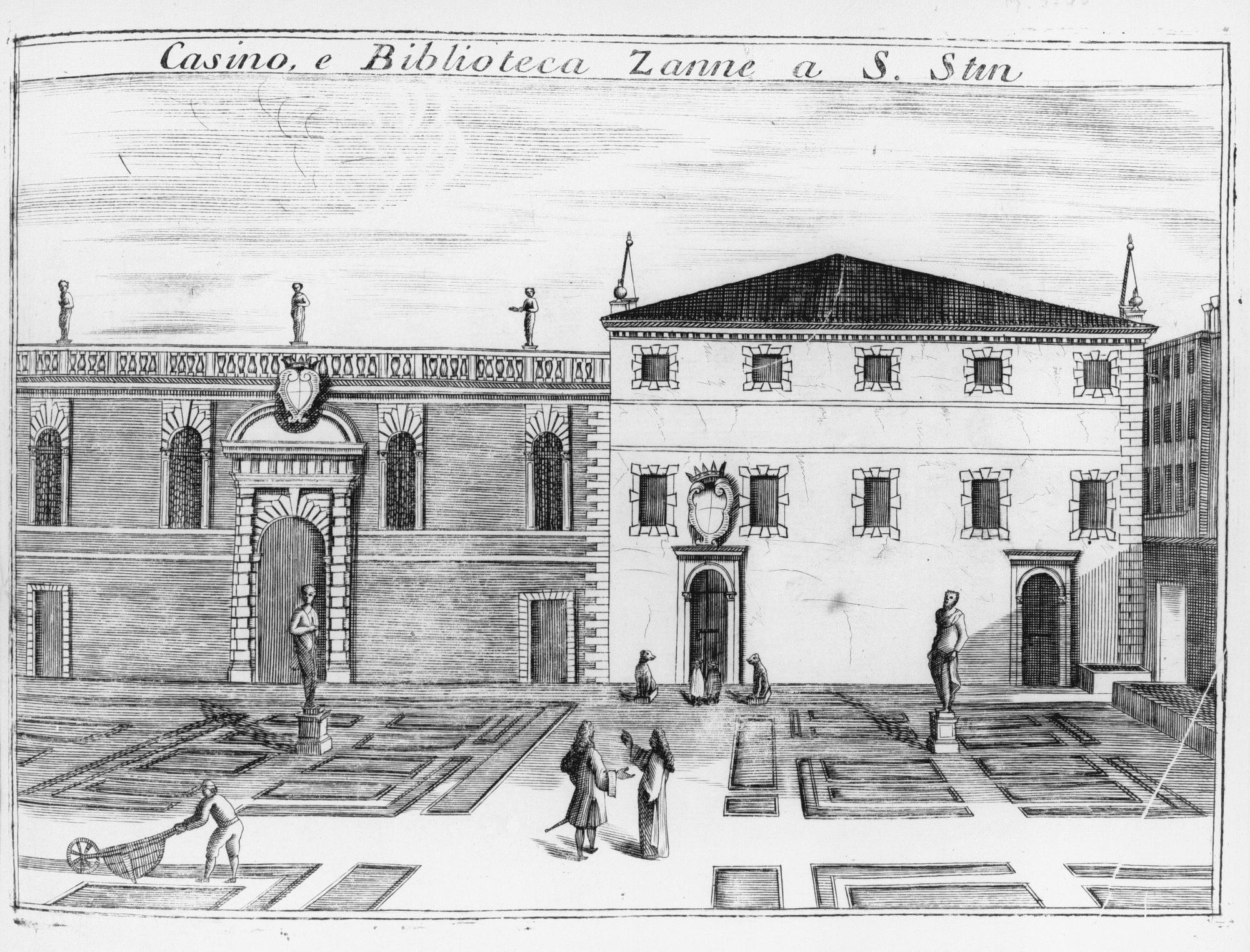
Palazzetto Bru Zane (d'après Carlevarijs)

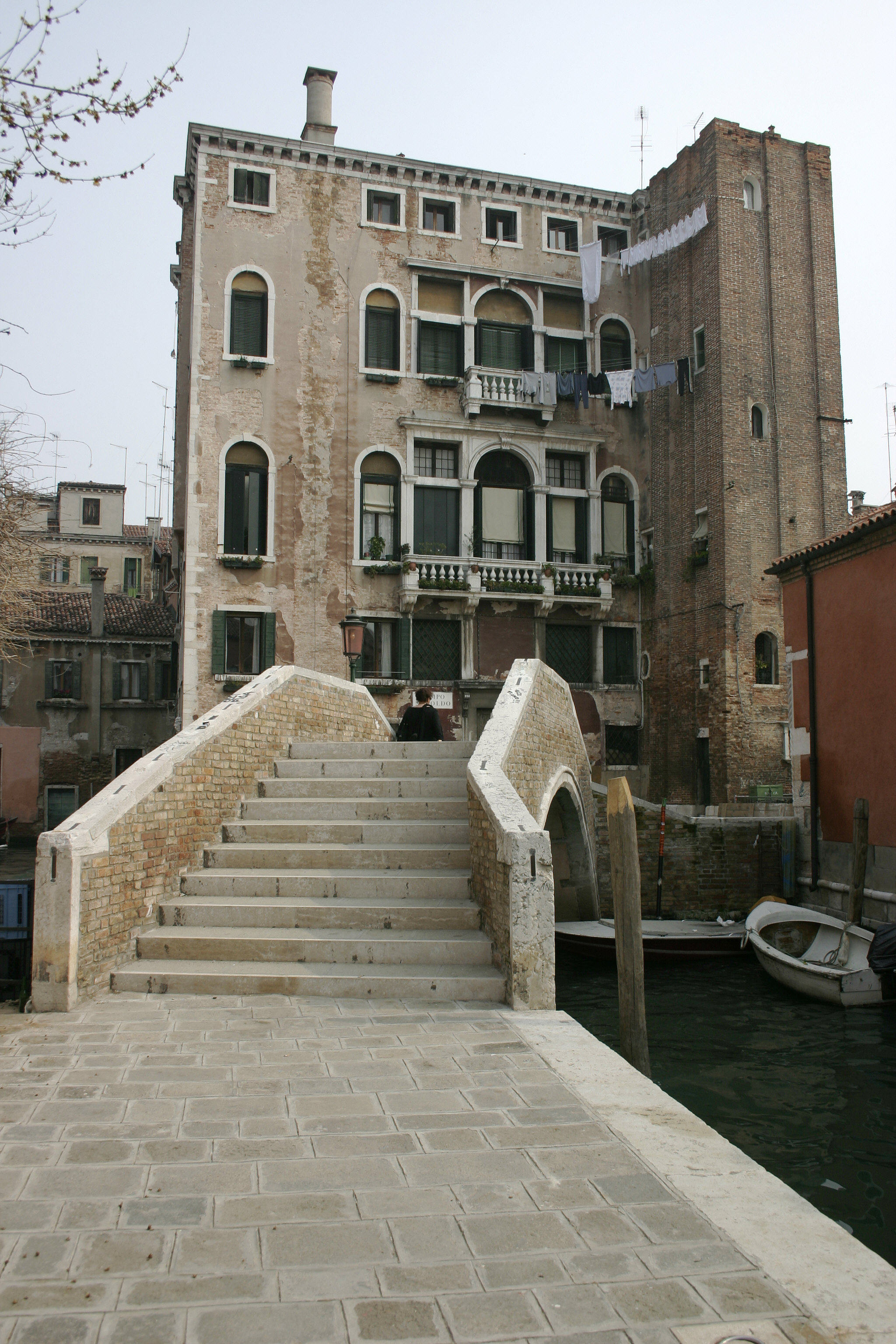
Ponte San Boldo et palazzo Businello

Le Rio di San Giacomo dall'Orio est un canal de Venise dans le sestiere de Santa Croce, marquant la limite avec San Polo.

## Toponymie
Le nom provient de l'Église San Giacomo dall'Orio, toute proche.

## Description
Le rio de San Giacomo dall'Orio a une longueur de 217 mètres. Il prolonge le rio Marin au confluent du Rio di San Giovanni Evangelista en sens est, puis nord-est pour rejoindre le rio de San Boldo.

### Rio del Parucheta et rio del Calice
Jadis, un canal, le Rio del Parucheta allait presque en ligne droite du Rio di San Giacomo dall'Orio vers le sud au Rio del Calice. 

Le Rio Terà Primo (del Parucheta) a été créé en 1780 lors de l'enfouissement du Rio del Parucheta. Le rio del Calice, prolongement du rio della Pergola fut enterré en 1806, créant le rio terà secondo menant au rio de San Boldo. Ce canal était traversé par un seul pont, le ponte del Calice.

## Situation
- Ce rio recueille le :
  - Rio de San Zan Degolà sur son flanc nord ;
  - Rio de Sant'Agostin sur son flanc sud.
- Il longe le:
  - campo San Boldo ;
  - palais Bru Zane ;
  - palais Zane Collalto.

## Ponts
Ce rio est traversé par quatre ponts, d'ouest en est:

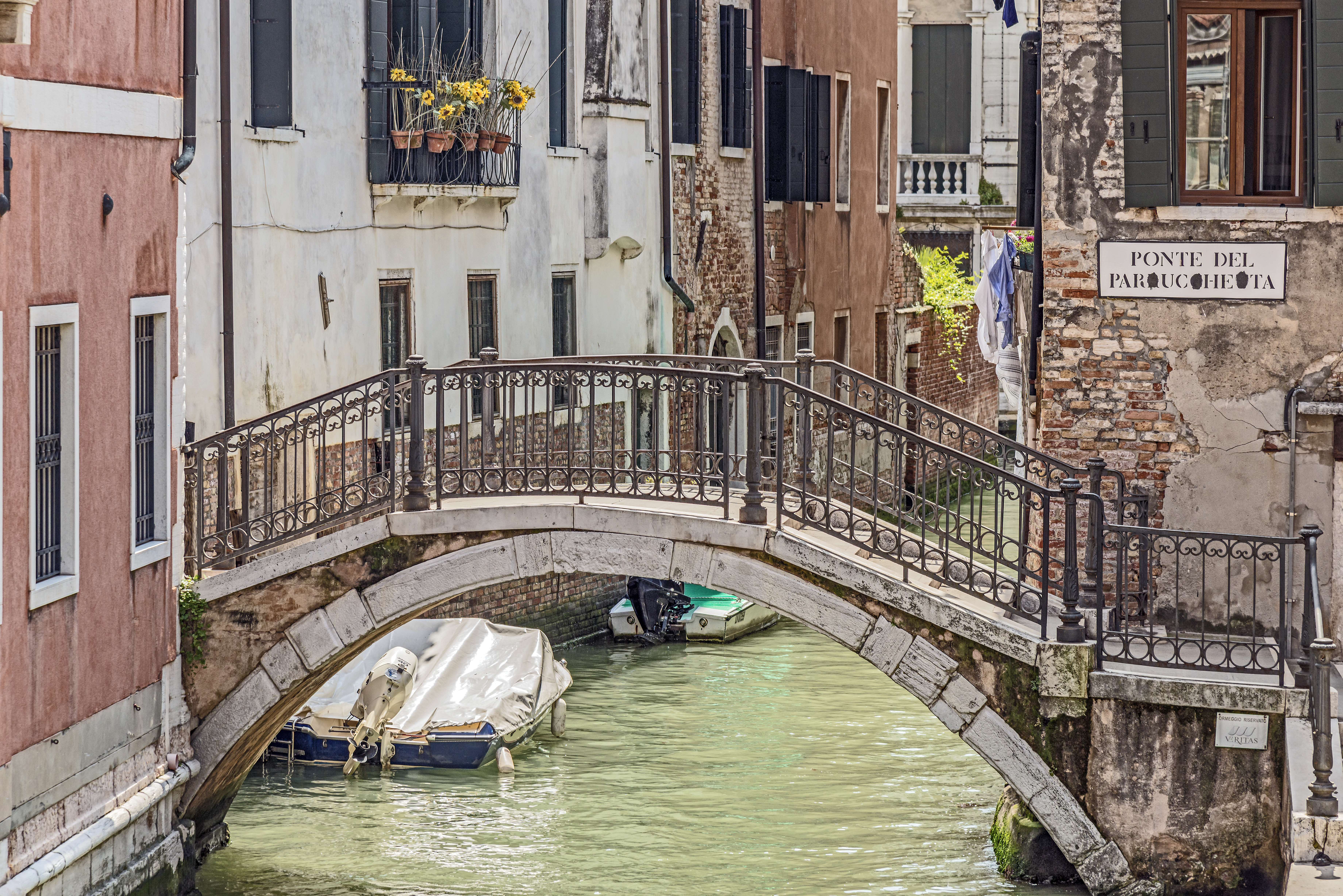
Ponte del Parucheta[1] reliant Rio Terà primo del Parucheta et Calle del Tintor
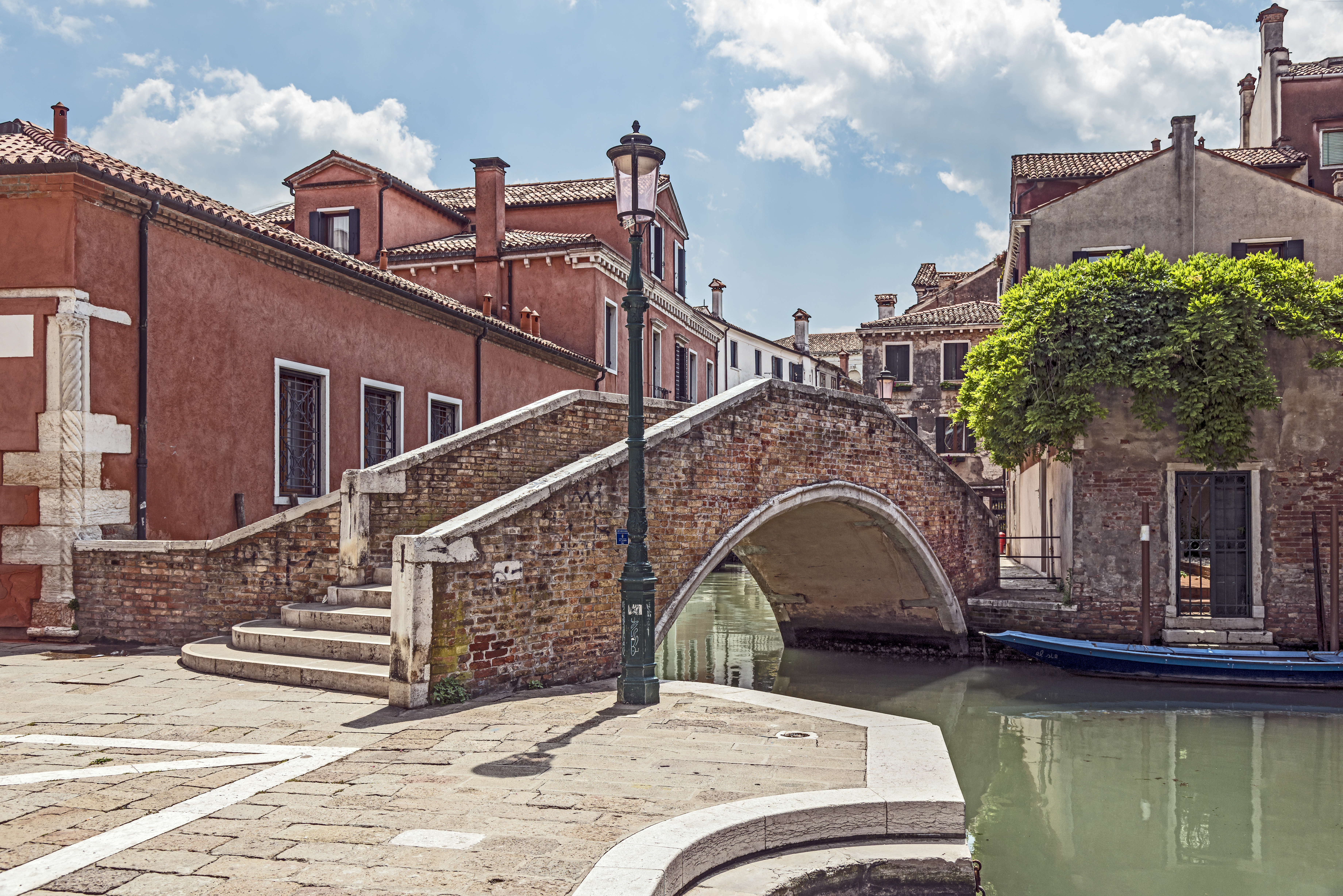
Ponte San Boldo reliant Fondamenta del Parrucheta et Campo San Boldo. Il constitue la limite avec le rio de San Boldo